# Шківний живильник

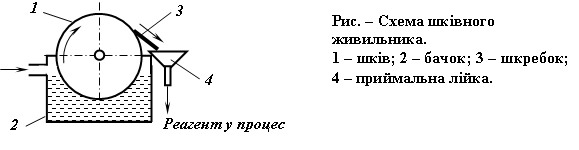

Шківний живильник — живильник реагентний для дозування в'язких рідин.
Шківні живильники (рис.) використовують для дозування в'язких маслянистих реагентів. Живильник являє собою обертальний шків 1 занурений у ванну 2 з маслом.
Поверхня шківа покривається тонким шаром реагенту і захоплює його. Потім з бокової поверхні шківа масло знімається шкребком 3 і направляється у приймальну лійку 4. Витрати реагенту регулюються шириною і кількістю шкребків.